# 因迪娅-佩奇·赖利
因迪娅-佩奇·贾妮塔·赖利（英語：Indiah-Paige Janita Riley；2001年12月20日—），新西兰女子职业足球运动员，司职前锋，目前效力于水晶宮和新西兰国家女子足球队。她曾代表新西兰参加和2024年夏季奥林匹克运动会女子足球比赛等多场国际赛事。